# Cochabamba polychroma
Cochabamba polychroma es un coleóptero de la familia Chrysomelidae. Fue descrita científicamente en 1956 por Bechyne.